# Satchelliella schachti
Satchelliella schachti és una espècie d'insecte dípter pertanyent a la família dels psicòdids que es troba a Turquia.